# شریف‌آباد (الیگودرز)
شریف‌آباد، روستایی از توابع بخش بربرود غربی.شهرستان الیگودرز در استان لرستان ایران است.این روستای در همسایگی دو روستای  تیران که در ضلع شرقی و قاسم آباد که در ضلع شمالی  این روستا هستند واقع شده است و مساحت املاک این روستا از غار تمندر تا نزدیکی روستای دهنو است.
این روستا در حال حاضر خالی از سکنه است و اقلیتی از همان قومیت
در فصل بهار تا اواخر تابستان در آن زندگی میکنند اهالی این روستا از ایل بزرگ بختیاری طایفه بساک و تیره جلیلوند  جلیلوند شریفی  هستند
که اکنون در شهر های الیگودرز تهران اصفهان و خوزستان زندگی میکنند.